# Fischer Lajos (katolikus pap)
Fischer Lajos (Aracs, 1854. augusztus 12. – 1889. február 12.) Csanád egyházmegyei pap.

## Élete
Tanulmányait atyja vezetése mellett otthon kezdette és folytatta Nagybecskereken, Szegeden és Temesvárt, majd a gimnázium befejezte után a csanádi egyházmegyébe lépett és mint papnövendék a teológiát Bécsben és Budapesten végezte. 1887-ben fölszentelték és a gyakorlati lelkészi pályán működött. Egy kivégzés alkalmával lelki vigasztalásra lévén kirendelve, a nagy izgatottságtól szívrohamot kapott, s elhunyt. Több szláv nyelvet is beszélt.

## Művei
- Duhovná ráná. Temesvár, 1887. (Bolgár imakönyv.)

Kéziratban: 250 bolgár egyházi beszéde van a vingai plébánia levéltárában.